# Denys Prokopenko
Denys Prokopenko (* 27. června 1991) je ukrajinský vojenský důstojník, podplukovník Národní gardy Ukrajiny a velitel pluku Azov. Od roku 2014 až do svého zajetí v květnu 2022 ruskými silami bojoval proti Rusku a proruským separatistickým silám na Donbasu v rusko-ukrajinské válce.
Během ruské invaze na Ukrajinu v roce 2022 byl Prokopenko vůdcem bránícím Mariupol během bitvy o toto město. Za svůj výkon v předních liniích získal v březnu 2022 titul Hrdina Ukrajiny.

## Život
Denys Prokopenko má finské a karelské předky. Jeho dědeček byl jediným členem jeho rodiny, který přežil službu ve finských obranných silách, když Sovětský svaz napadl Finsko v rusko-finské zimní válce v letech 1939 a 1940. V důsledku toho dnes Prokopenko považuje svůj boj za Ukrajinu za osobní záležitost propojenou s rodinnou historií.
Vystudoval katedru germánské filologie na Kyjevské národní lingvistické univerzitě.

### Válka na Ukrajině
Od 11. července 2014 se účastnil války na Donbasu. Později převzal velení čety a roty. V červenci 2017 se stal velitelem pluku Azov a nejmladším velitelem v historii ozbrojených sil Ukrajiny.
Po zahájení ruské invaze v únoru 2022 byl velitelem v bitvě o Mariupol. Dne 20. května 2022 se vzdal ruské armádě spolu s posledními obránci závodu Azovstal. Dne 21. září 2022 byl propuštěn v rámci výměny vězňů.

## Ocenění
- Titul Hrdina Ukrajiny (19. března 2022) – za osobní odvahu a hrdinství projevené při obraně státní suverenity a územní celistvosti Ukrajiny
- Řád Bohdana Chmelnického III. třídy (24. srpna 2019) – za osobní zásluhy o posílení obranyschopnosti ukrajinského národa, odvahu projevenou během nepřátelských akcí, příkladné plnění služebních povinností a vysokou míru profesionality
- Medaile Za vojenskou službu na Ukrajině (25. března 2015) – za individuální statečnost a profesionalitu při obraně státní suverenity a územní celistvosti Ukrajiny [6]